# Hautcharage
Hautcharage (Luxemburgs: Uewerkäerjéng, Duits: Oberkerschen) is een plaats in de gemeente Käerjeng en het kanton Capellen in Luxemburg.
Hautcharage telt 1465 inwoners (2001).

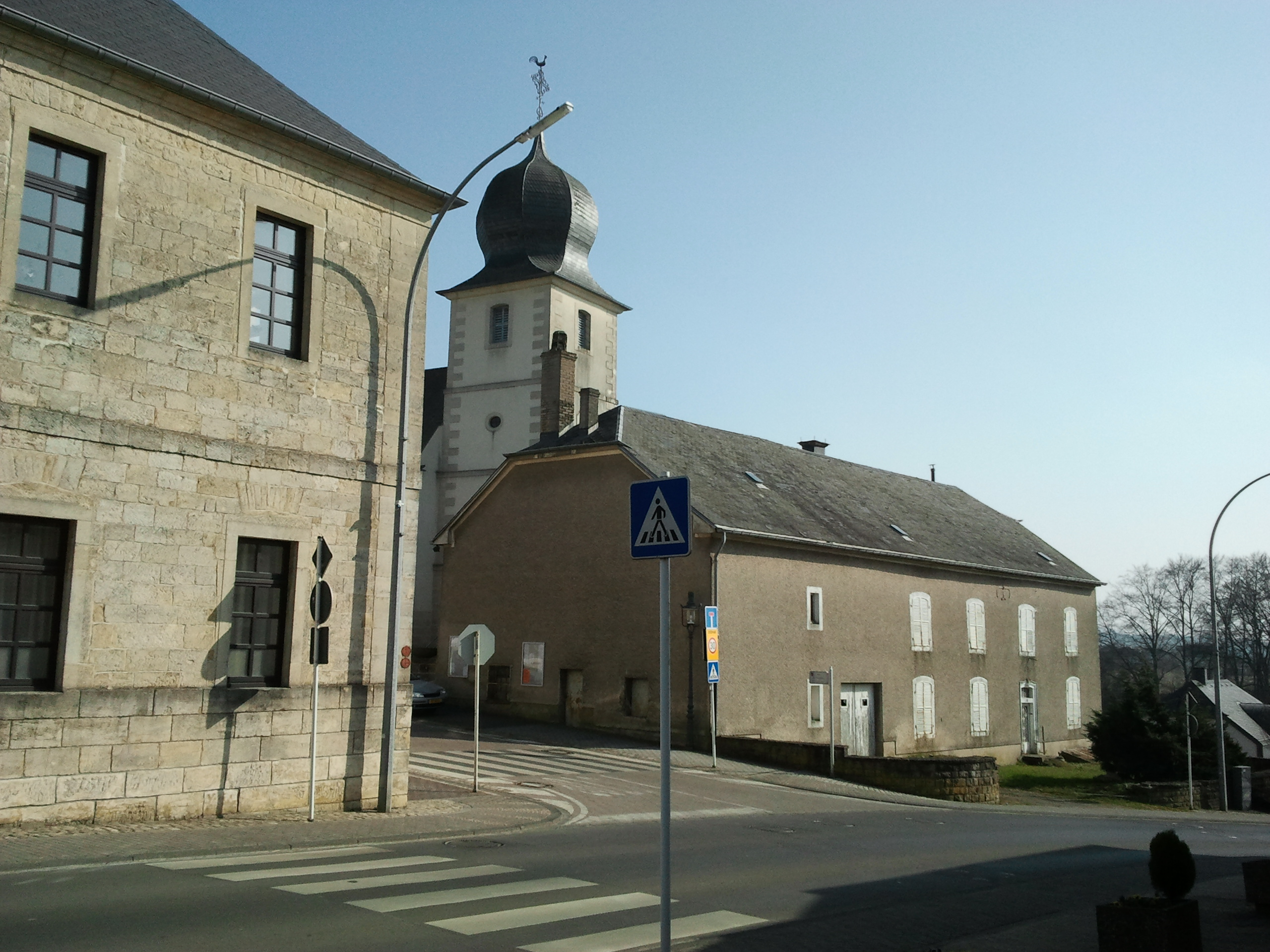
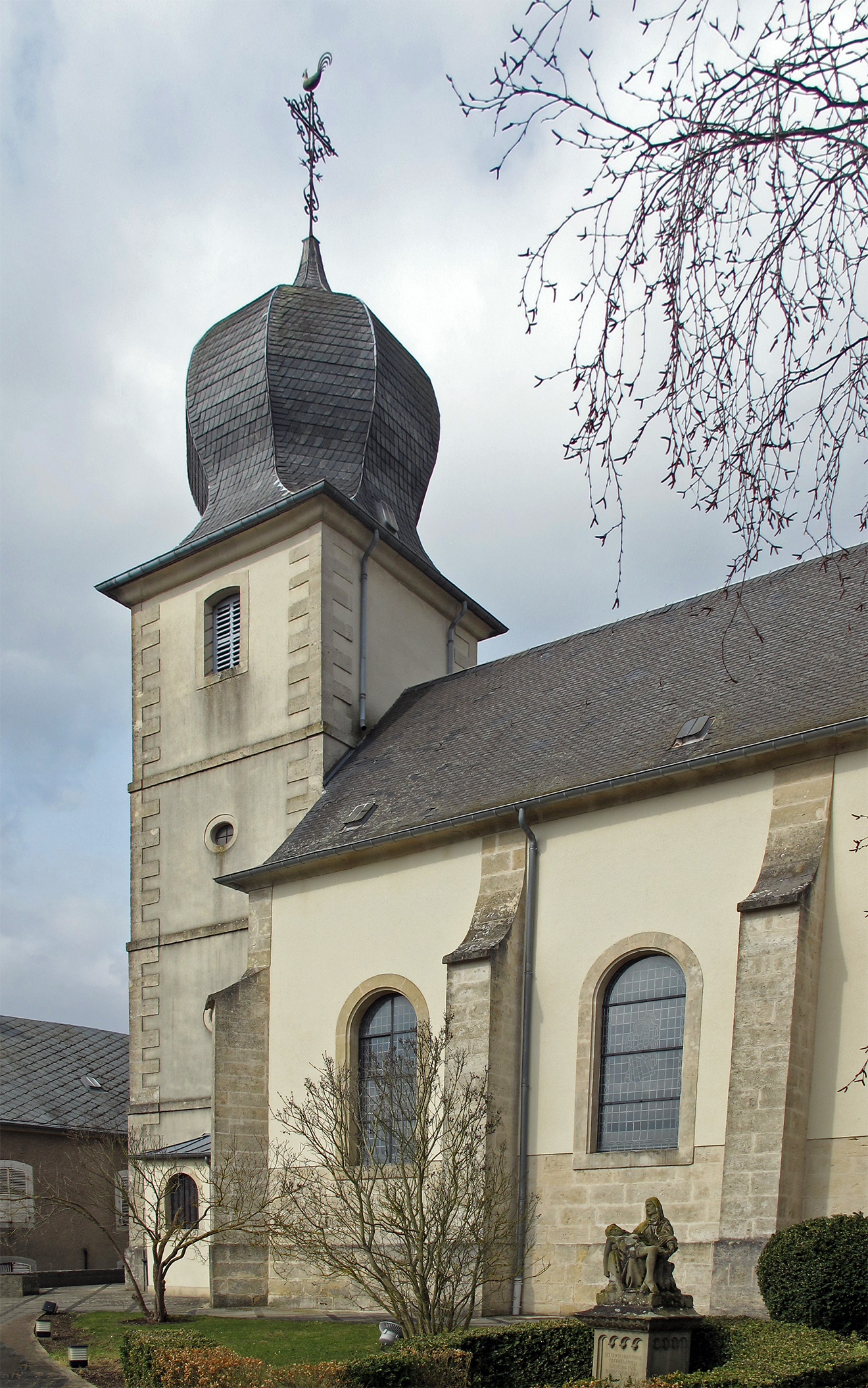
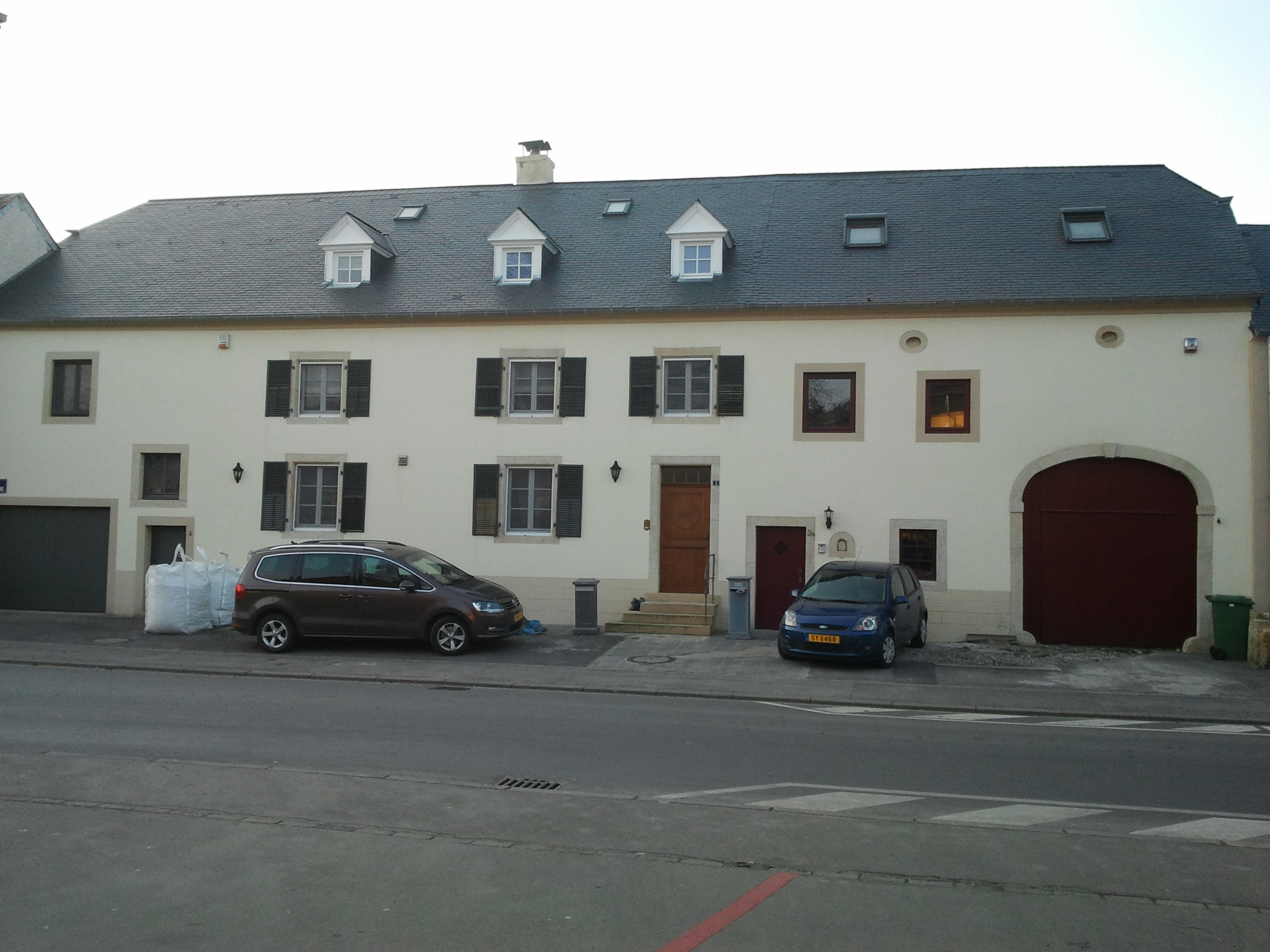